# Abel Moreno Vargas
Abel Eric Moreno Vargas (Punta Arenas, Chile; 17 de abril de 2002) es un futbolista chileno. Juega de centrocampista en el Brujas de Salamanca de la Tercera División A.

## Trayectoria
Nacido en Punta Arenas, Moreno debutó en el primer equipo de Unión La Calera el 15 de enero de 2021 ante La Serena por la Primera División de Chile.

## Estadísticas
Actualizado al último partido disputado el 6 de noviembre de 2022
| Club                    | Div.          | Temporada     | Liga  | Liga  | Copas nacionales | Copas nacionales | Torneos internacionales | Torneos internacionales | Total | Total |
| Club                    | Div.          | Temporada     | Part. | Goles | Part.            | Goles            | Part.                   | Goles                   | Part. | Goles |
| ----------------------- | ------------- | ------------- | ----- | ----- | ---------------- | ---------------- | ----------------------- | ----------------------- | ----- | ----- |
| Unión La Calera · Chile | 1.ª           | 2020          | 1     | 0     | —                | —                | —                       | —                       | 1     | 0     |
| Unión La Calera · Chile | 1.ª           | 2021          | 2     | 0     | 2                | 0                | 1                       | 0                       | 5     | 0     |
| Unión La Calera · Chile | 1.ª           | 2022          | 8     | 0     | —                | —                | 2                       | 0                       | 10    | 0     |
| Unión La Calera · Chile | 1.ª           | 2023          | 0     | 0     | 0                | 0                | —                       | —                       | 0     | 0     |
| Unión La Calera · Chile | Total club    | Total club    | 11    | 0     | 2                | 0                | 3                       | 0                       | 16    | 0     |
| Total carrera           | Total carrera | Total carrera | 11    | 0     | 2                | 0                | 3                       | 0                       | 16    | 0     |
| 1. 2. 3.                |               |               |       |       |                  |                  |                         |                         |       |       |